# (5314) Wilkickia
(5314) Wilkickia (1982 SG4) – planetoida z grupy pasa głównego asteroid okrążająca Słońce w ciągu 5,21 lat w średniej odległości 3 au Odkryta 20 września 1982 roku.